# Молдин (Южная Каролина)
Молдин (англ. Mauldin) — город в округе Гринвилл в штате Южная Каролина в Соединённых Штатах Америки.
Согласно результатам переписи населения США, проведённой в 2020 году, число жителей города составляло 24 724 человека, что, для такого небольшого населённого пункта, существенно больше (+ 8%), чем было во время предыдущей переписи прошедшей в 2010 году (22 889	 человек), но меньше, чем было в 2014 году (24 823 человек).

## История
Бенджамин Гриффит получил первый земельный грант на землю, где сейчас построен город, в 1784 году. Название Молдин сообщество получило почти случайно в 1885 году благодаря вице-губернатору Южной Каролины Уильяму Лоуренсу Молдину (1845–1912). Заложенная в  1820 году железнодорожная станция получила название «Молдин», поскольку вице-губернатор способствовал прокладке через деревню железной дороги, а со временем и весь этот район стал называться Молдином.
В 1969 году поселение было инкорпорировано и включено в реестр штата Айова, благодаря чему некорпоративное сообщество Молдин официально получило статус города («Сity of» / «Town of»).
Во время Гражданской войны в США многие жители ушли воевать, и город почти опустел и полностью восстановился уже только после Второй мировой войны. В 1960 году его население составляло лишь 1462 человек, но после получения статуса произошел бурный рост и к началу третьего тысячелетия число горожан увеличилось более чем в 10 раз (15 224 человек).

## География
Молдин расположен к югу от центра округа Гринвилл, между городом Гринвилл на северо-западе и городом Симпсонвилл на юго-востоке. 
В соответствии с данными указанными на сайте центрального статистического органа страны — Бюро переписи населения США, общая площадь города составляет 12,13 квадратных мили (31,4 км²), из которых 12,07 квадратных мили (31,3 км²) занимает суша, а 0,06 квадратных миль (0,16 км² или 0,49%) приходятся на водную поверхность.